# Aulo Vicirio Próculo
Aulo Vicirio Próculo (en latín, Aulus Vicirius Proculus) fue un senador romano de finales del siglo I, que desarrolló su carrera política bajo los imperios de Nerón,Vespasiano, Tito y Domiciano.

## Orígenes y familia
Natural de Rusellae en Etruria, era hijo de Aulo Vicirio Próculo y hermano de Aulo Vicirio Marcial, Cónsul suffectus en 98, bajo Nerva.

## Carrera política
Su primer cargo conocido fue el de consul suffectus entre los meses de septiembre y diciembre de 89, bajo Domiciano. Su carrera culminó en 93 como gobernador de la provincia Britania.